# Никола Аврамов (зограф)
Вижте пояснителната страница за други личности с името Никола Аврамов.
Никола Аврамов Кошевски е български зограф от Македония, представител на Дебърската художествена школа.

## Биография
Роден е през 1856 година в дебърското село Лазарополе, тогава в Османската империя в семейството на зографа Аврам Кошевски. Произлиза от рода Кошевски. Аврамов работи в Тетовско, Гостиварско, Дебърско, Охридско и Скопско. В Стружко е наследник на Дичо Зограф. В 1898 – 1899 година заедно с Коста Колов изработват иконостаса в църквата „Въведение Богородично“ в Буринец, Малесията. Аврамов умира в 1911 година в Сяр.